# Johann Albert Romedi
Johann Albert Romedi (* 18. April 1819 in Madulain; † 30. Mai 1876 in Tübingen) war ein Schweizer Politiker (Liberal).

## Leben

### Familie
Johann Albert Romedi war der Sohn des Oberengadiner Landammanns Gian Elias Romedi (* 16. November 1788; † 1863), der 1850 auch Begründer der Firma Veltliner Weine Romedi war, und dessen Ehefrau Marguerita, genannt Deta (geb. von Planta) († 18. April 1864); sein älterer Bruder war der Politiker Peter Conradin Romedi und sein jüngerer Bruder war Jakob, auch Jachem, Romedi (* 8. April 1822; † 1899), der später eine bedeutende Landwirtschaft betrieb und bahnbrechend für die Güterzusammenlegung und rationelle Bodenbewirtschaftung war.
Er blieb zeit seines Lebens unverheiratet und lebte am Ende seines Lebens in Tübingen.

### Werdegang

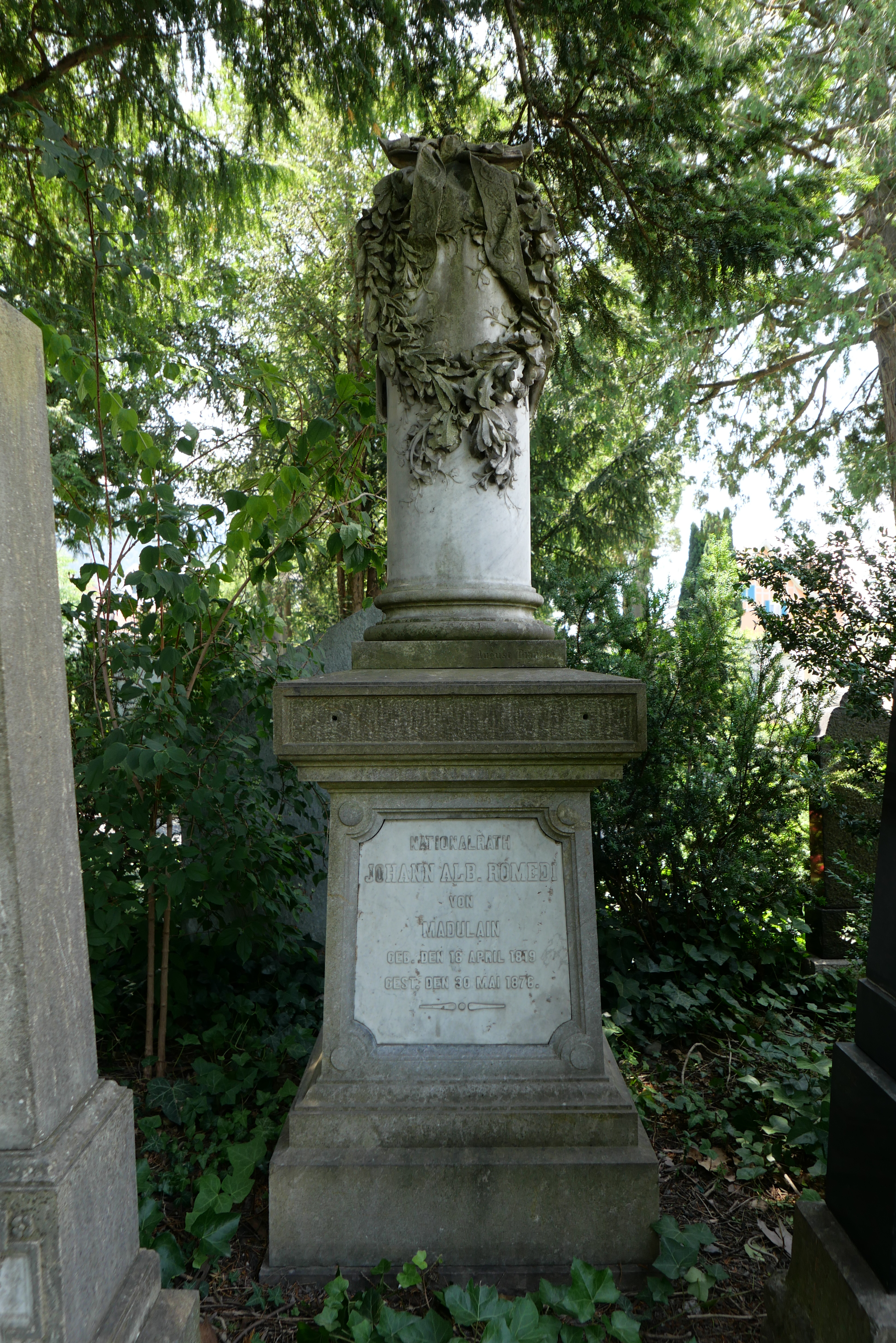
Romedis Grab auf dem Friedhof Daleu in Chur.

Johann Albert Romedi erhielt Privatunterricht und besuchte die Dorfschule in Madulain, bevor er an die Bündner Kantonsschule nach Chur kam. Er erhielt eine kaufmännische Ausbildung in Chiavenna in der Wollspinnerei seines Onkels von Planta, in der er im Anschluss auch als Angestellter arbeitete.
Er war später Adjunkt des Kursinspektors (Bürochef) der Zentralpostverwaltung in Bern und dann von 1853 bis 1863 Kursinspektor. In dieser Aufgabe wurde er durch den Bundesrat mehrfach mit wichtigen Missionen im In- und Ausland betraut und führte unter anderem mit dem Staatsrat Bartolomeo Varenna und dem Direktor des Postkreises von Bellinzona, Andrea Fanciola, Gespräche mit sardinischen Abgeordneten über Fahrten mit von Österreich gekauften Dampfschiffen, die er später in Turin fortführte.

### Politisches Wirken
Johann Albert Romedi galt als iberaler Befürworter der Bündner Verfassung von 1869 und der Bundesrevision von 1872 (siehe Totalrevision der Schweizer Bundesverfassung 1872), die beide jedoch abgelehnt wurden.
Er war von 1863 bis 1865 und von 1869 bis 1871 Bündner Grossrat sowie von 1865 bis 1866 Mitglied des Kleinen Rat.
Von 1861 bis 1862 und von 1863 bis 1864 war er Ständerat sowie von 1869 bis zu seinem Tod Nationalrat.